# Hande Yener

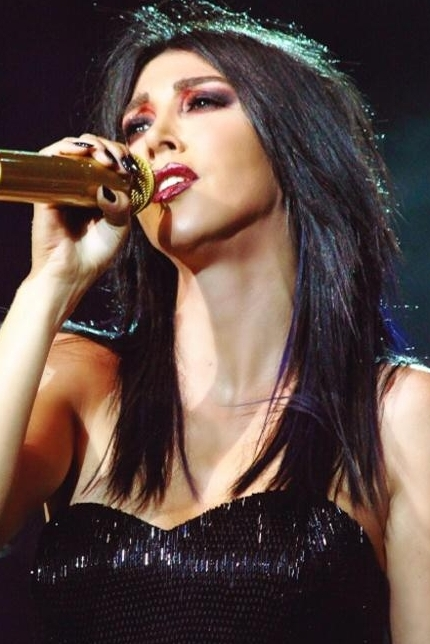
Hande Yener bei einem Auftritt im August 2014 im Cemil Topuzlu-Freilichttheater.

Hande Yener (* 12. Januar 1973 in Istanbul als Makbule Hande Özyener) ist eine türkische Popsängerin und Songwriterin. Sie gehört heute zu den erfolgreichsten Künstlerinnen der türkischen Popmusik.

## Leben
Yener wurde in Kadıköy, einem Stadtteil von Istanbul geboren. Während der Schulzeit wollte sie Sängerin werden, was ihre Eltern jedoch verboten. Sie wollten, dass Yener die Hochschule von Erenköy besucht und dort ihren Abschluss absolviert. Yener verließ die Einrichtung während der zweiten Klasse und bekam fortan Privatunterricht.
Von 1990 bis 1994 war sie mit Uğur Kulaçoğlu verheiratet, das Paar hat einen Sohn, Çağın Kulaçoğlu, der selber als DJ musikalisch aktiv ist und von den Hande-Yener-Hits İki Deli, Bakıcaz Artık und Sana Bir Şey Olmaz Remixe veröffentlicht hat.

## Karriere
Im Jahr 1992 traf Yener die Sängerin Sezen Aksu. Dabei machte Aksu ihr den Vorschlag, als Backgroundsängerin zu arbeiten. Beide traten dann in verschiedenen Bars in der ganzen Stadt, vorwiegend im Stadtteil Suadiye, auf.
Am 31. Mai 2000 veröffentlichte sie in Zusammenarbeit mit Altan Çetin ihr Debütalbum Senden İbaret.
Ihr viertes Album Apayrı wurde in Hamburg bei Booya Music von Bülent Aris produziert. Das erste Video dazu (Kelepçe) wurde in London gedreht. Das Album gehörte 2006 zu den zehn am meisten verkauften Alben in der Türkei.
In den 20 Jahren seit Erscheinen ihres Debütalbums veröffentlichte sie 15 Alben und 2 Extended Plays. Yener erlangte in der Türkei Bekanntheit insbesondere mit zahlreichen Hits wie Yalanın Batsın, Ben Yoluma, Acele Etme, Kırmızı, Aşkın Ateşi, Romeo, Bodrum, Atma, Ya Ya Ya Ya, Naber, İki Deli, Mor, Bakıcaz Artık und Beni Sev.
Sie wurde u. a. fünfmal mit dem türkischen Musikpreis Altın Kelebek sowie viermal mit dem Kral Türkiye Müzik Award ausgezeichnet.
Ihr Musikstil und Auftreten wird oft mit dem von Madonna verglichen. Im Jahr 2008 spielte sie die „Schwulenikone“ in dem Film Kraliçe Fabrika'da.

## Diskografie

### Studioalben
| Jahr | Titel Musiklabel                       | Höchstplatzierung, Gesamtwochen, AuszeichnungChartsChartplatzierungen (Jahr, Titel, Musiklabel, Platzierungen, Wochen, Auszeichnungen, Anmerkungen) | Anmerkungen                                                 |
| Jahr | Titel Musiklabel                       | TR | Anmerkungen                                                 |
| ---- | -------------------------------------- | --- | ----------------------------------------------------------- |
| 2000 | Senden İbaret DMC                      | — | Erstveröffentlichung: 31. Mai 2000 Verkäufe: + 750.000      |
| 2002 | Sen Yoluna… Ben Yoluma… Erol Köse      | TR— PlatinTR | Erstveröffentlichung: 22. August 2002 Verkäufe: + 1.500.060 |
| 2004 | Aşk Kadın Ruhundan Anlamıyor Erol Köse | TR— GoldTR | Erstveröffentlichung: 6. Juli 2004 Verkäufe: + 412.000      |
| 2006 | Apayrı Erol Köse                       | TR1 Gold · (… Wo.)TR | Erstveröffentlichung: 6. Januar 2006 Verkäufe: + 165.000    |
| 2007 | Nasıl Delirdim? Erol Köse              | TR1 (… Wo.)TR | Erstveröffentlichung: 15. Mai 2007 Verkäufe: + 210.000      |
| 2008 | Hipnoz Erol Köse                       | TR5 (… Wo.)TR | Erstveröffentlichung: 27. Mai 2008 Verkäufe: + 50.000       |
| 2009 | Hayrola? Avrupa                        | — | Erstveröffentlichung: 31. März 2009 Verkäufe: + 68.000      |
| 2010 | Hande'ye Neler Oluyor? Poll Production | — | Erstveröffentlichung: 1. April 2010 Verkäufe: + 80.000      |
| 2011 | Teşekkürler Poll Production            | — | Erstveröffentlichung: 20. September 2011 Verkäufe: + 60.906 |
| 2012 | Kraliçe Poll Production                | TR3 (… Wo.)TR | Erstveröffentlichung: 12. Dezember 2012 Verkäufe: + 80.997  |
| 2014 | Mükemmel Poll Production               | TR3 (… Wo.)TR | Erstveröffentlichung: 2. Juni 2014 Verkäufe: + 60.048       |
| 2016 | Hepsi Hit Vol. 1 Poll Production       | TR7 (… Wo.)TR | Erstveröffentlichung: 6. Juni 2016 Verkäufe:                |
| 2017 | Hepsi Hit Vol. 2 Poll Production       | TR4 (… Wo.)TR | Erstveröffentlichung: 21. Juni 2017 Verkäufe:               |
| 2020 | Carpe Diem Poll Production             | TR1 (… Wo.)TR | Erstveröffentlichung: 2. Oktober 2020 Verkäufe:             |
| 2023 | Afrodizyak Poll Production             | TR—TR | Erstveröffentlichung: 23. Juni 2023 Verkäufe:               |

### Kompilationen, Remixalben & Kollaborationen
- 2010: Hande'yle Yaz Bitmez
- 2012: Rüya (mit Seksendört)
- 2013: Yepyeniler
- 2013: Klasikler
- 2013: Best of
- 2013: Best of Remixes
- 2014: Best of
- 2015: İki Deli

### EPs
- 2001: Extra
- 2006: Hande Maxi

### Singles
| - 2000: Yalanın Batsın - 2000: Bunun Adı Ayrılık - 2000: Yoksa Mani - 2002: Sen Yoluna… Ben Yoluma… - 2002: Şansın Bol Olsun - 2003: Evlilik Sandalı - 2003: Küs - 2004: Acele Etme - 2004: Kırmızı - 2004: Acı Veriyor - 2005: Armağan - 2005: Hoşgeldiniz - 2005: Bu Yüzden - 2005: Kelepçe - 2006: Aşkın Ateşi - 2006: Kim Bilebilir Aşkı - 2006: Biraz Özgürlük - 2007: Kibir (Yanmam Lazım) - 2007: Romeo - 2008: Yalan Olmasın - 2008: 1 Yerde (mit Kemal Doğulu) - 2008: Hipnoz - 2009: Hayrola? - 2010: Sopa - 2010: Yasak Aşk - 2010: Bodrum - 2010: Çöp - 2010: Uzaylı - 2010: Para Veriyor (mit Kemal Doğulu) - 2011: Atma (mit Sinan Akçıl) | - 2011: Söndürülmez Istanbul (mit Sinan Akçıl) - 2011: Bana Anlat - 2011: Unutulmuyor - 2012: Teşekkürler (Hintergrundstimme: Sinan Akçıl) - 2012: Havaalanı - 2012: Dön Bana - 2012: Rüya (mit Seksendört) - 2012: Kaderimin Oyunu - 2012: Hasta - 2013: Ya Ya Ya Ya - 2013: Bir Bela - 2013: Biri Var (mit Volga Tamöz) - 2014: Alt Dudak - 2014: Naber - 2014: Haberi Var Mı? (mit Berksan) - 2015: Eve Nasıl Geldim (mit Berksan & Volga Tamöz) - 2015: Kışkışşş (Hintergrundstimme: Berksan) - 2015: Sebastian (mit Volga Tamöz) - 2015: Karar Ver (mit Volga Tamöz) - 2015: Hani Bana - 2015: İki Deli (mit Serdar Ortaç) - 2016: Sevdan Olmasa (mit Erol Evgin) - 2016: Mor - 2016: Deli Bile - 2016: Emrine Amade - 2017: Seviyorsun - 2017: Vah Vah - 2017: Bakıcaz Artık - 2017: Benden Sonra | - 2017: Vay - 2018: Manzara (mit Aylin Coşkun) - 2018: Beni Sev - 2018: Love Always Wins - 2019: Aşk Tohumu - 2019: Gravity (mit Faydee & Rebel Groove) - 2019: Aşkın Kralı (mit Yaşar Gaga) - 2019: Kuş - 2019: Krema - 2020: Pencere - 2020: Bela - 2020: Carpe Diem - 2020: Aşk Sandım - 2021: Boşuna - 2021: Kaç - 2021: Sahte - 2021: Olmazsan Olmaz (mit Tepki) - 2022: Aklımda - 2022: İyi Ya - 2022: Yeter (mit Ceylan Ertem) - 2023: Benden Bir Tane Daha Yok - 2023: Hop Hop - 2023: Çatla - 2024: Kafandan Bunu Çıkar - 2024: Dünya Malı - 2024: Ben Senin Delinim - 2024: Zombi - 2024: Damla - 2025: Sahipsiz (mit Lil Zey) - 2025: Max |

Quelle:

## Filmografie
Filme
- 2008: Kraliçe Fabrika'da

Fernsehen
- 2000: 5 Maymun Çetesi
- 2001: Dadı
- 2003: Hande Yener Show
- 2010: Geniş Aile
- 2019: Kalk Gidelim

## Tourneen
- 2015: Sebastian 2015 Tour

## Unternehmen
- 2008: TPA Production
- 2015: Sebastian
- 2017: VIP Room & Neo

## Auszeichnungen
- 2000: Altın Kelebek Award in der Kategorie Bester Newcomer
- 2000: Altın Kelebek Award in der Kategorie Bestes Musikvideo (für Yalanın Batsın)
- 2001: Kral Türkiye Müzik Award in der Kategorie Beste Newcomerin
- 2003: Kral Türkiye Müzik Award in der Kategorie Beste Pop-Musikerin
- 2008: Altın Kelebek Award in der Kategorie Beste Pop-Sängerin
- 2011: Altın Kelebek Award in der Kategorie Beste Pop-Sängerin
- 2014: Kral Türkiye Müzik Award in der Kategorie Song des Jahres (für Ya Ya Ya Ya)
- 2016: Altın Kelebek Award in der Kategorie Bestes Musikvideo (für Mor)